# Литвиненко-Орлова Наталя Георгіївна
Ната́ля Гео́ргіївна Литвине́нко-Орло́ва (* 9 травня 1951 м. Харків)  — громадська діячка, правозахисниця, голова ГО «Національно-культурна автономія українців Мурманської області», редактор сайту «Кобза  — українці Росії». Член ОУН (Д) (державників). Член Національної спілки журналістів України НСЖУ.

## Життєпис

### Родина
Батьки Іван і Марія походили із села Пушкарне (тепер Грабовське), що на Сумщині. Друге прізвище «Литвиненко» і по-батькові отримала від вітчима Литвиненка Георгія Назаровича. До школи пішла у м. Макіївка. Закінчила СШ № 86 1968 року. Після школи навчалася на перукаря у м. Сімферополь.

### Мурманська доба
У Мурманську мешкала з 1977 року. З 1996-го  — член української громади м. Мурманська.
1997 — гість на Другому всесвітньому Форумі українців у м. Києві, делегат Другого Конгресу ОУР (Організація Українців Росії), м. Москва.
З 22 лютого 1998-го голова Національно-культурної автономії українців м. Мурманська і Мурманської області.
2000  — член ОУН (д).
Одна із засновниць у Мурманську українського фольклорно-етнографічного ансамблю «Лелеки». Власним коштом збагатила українську фонотеку Мурманського обласного радіо.
- 2001 рік  — делегат 3-го Всесвітнього Форуму українців, м. Київ.
- 2002 рік  — делегат 3-го Конгресу українців Росії, м. Москва.
- 2005 рік  — делегат 4-го Конгресу українців Росії, м. Москва.
- 2005 рік  — на запрошення Василя Коломацького приєдналася до редакції сайту «Кобза — українці Росії»
- 2006 рік  — делегат IV Всесвітнього Форуму українців, м. Київ.
- 2006 рік  — делегат Першої Міжнародної наукової конференції «Діаспора, як чинник утвердження Держави Україна у Міжнародній спільноті» (м. Львів)
- 2008 рік  — делегат Другої Міжнародної наукової конференції «Діаспора, як чинник утвердження Держави Україна у Міжнародній спільноті» (м. Львів)
- 2011 рік  — V Всесвітнього Форуму українців, м. Київ.
- 2013 рік  — делегат X Конгресу СКУ (Львів) від Росії.

Учасник низки історичних конференцій Українського історичного клубу (УІК) Москва.
- 2006 рік  — дипломант Міжнародного конкурсу Союзу українок України «Мій рідний край» (в номінації «Ми  — горда нація»).

В різний час отримувала подячні листи та грамоти від Уряду Мурманської області та Адміністрації м. Мурманська.
Учасниця «Майдану-2004» в Мурманську. Під час Помаранчевої революції в Україні відкрито висловлювала позицію на підтримку Віктора Ющенка.
Наталка Литвиненко-Орлова про ті події:
| У суботній день 27 листопада ми складом в чотири особи побували на найбільшому центральному Мурманському майдані. Я тримала в руках великий Державний прапор України. Олег Шишков дуже симпатично виглядав в помаранчевому кашне і з помаранчевим метеликом поверх куртки. А Помаранчевий прапор довершував його виразну особистість. Тетянка Кузнєцова і Іван Суранович тримали велике гасло, яке ганьбило фальсифікацію виборів в Україні і нагле втручання Москви у справи Української Держави. Що то було!!! Годі й говорити! Але ми істотно-органічно відчували себе малюсіньким осередком Великого Київського Майдану, ми відчували його енергетичний струм, кожна клітинка тіла засвідчувала поклик рідної нації, ми дихали і жили абсолютно природною Свободою в унісон з нашою улюбленою Україною. Ця подія подарувала нам декілька незабутніх зустрічей. Відтак було майже 3 години відсидки в міліції, бо вийшли ми на цей пікет без дозволу адміністрації. Але ці дріб'язкові прикрощі нічого не важили в порівнянні з тими неосяжними митями Великої Духовної Злуки з нашим великостраждальним, але героїчним Українським народом. Ми таки встигли чималенько роздати людям російськомовних ксерокопій газет «Правда України в Криму» і «Так!», які на той час нам привезли з Українського Криму. Цікаво однак і те, що до міліцейської дільниці нас забрали не ті молоді хлопці, що прибули першими, бо вони мусили викликати старший наряд. Але й для тих старших ми виявилися незвичайними порушниками. То ще й ті, другі, порадившись, викликали ще більш старших. Відтак, вийшло, що нас арештовували вже міліціонери в рангу майорів. І ставилися до нас дуже толерантно, як на площі, так і по путі в дільничний осередок. Деякі працівники-міліціонери аж зраділи нам: мовляв, хоч від вас щось правдиве взнаємо про події в Україні. Охоче слухали нас, ховали в кишені ксерокопії газет і давали адреси своїх електронних скриньок. Тільки один трохи скриготнув зубами, але й він скоро принишк і якихось серйозних образ не мали ми й від нього. Щоправда, лякав нас зиском. Дільничій під час складання протоколу до нас ставився дуже шляхетно. А один молодий міліціонер, перевіряючи і актуючи перелік речей в наших торбинках, навіть зробив вигляд, що не помітив гасло в сумці Тетянки, яке було написано маркером на величенькому таки шматку миткаля (простинці). Трохи згодом ми мали офіційний дозвіл Мурманської міської Адміністрації, але виходили на наш центральний міський майдан тільки Олег і Таня: мене спіткала тяжка хвороба на грип, а Іван подавсь в Україну. Мені ж додому телефонував якийсь міліціонер і опікувавсь тим, де ми будемо стояти, аби пильнувати нас від усіляких українофобів, яких до речі довго шукати ніколи не доводиться. Бажаючих накласти на боки й на ребра тільки за те, що ми тримаємо Державний Український прапор в Росії занадто багато. І не тільки росіян, але й «нашеньких» яничарів. |
- 2007рік  — згідно з Указом Президента України В. А. Ющенка нагороджена державною нагородою України — орденом «За заслуги» 3-го ступеня.
- 2008 рік  — Одеською обласною організацією НСЖУ залучена до Національної спілки журналістів України.
- 2008 рік  — лауреат українсько-канадського конкурсу інноваційних проектів у галузі освіти.
- 2008 рік  — нагороджена Зіркою «Патріот України».
- 2009 рік  — нагороджена Почесною грамотою Міністерства культури України.
- 2013 рік  — делегат X Конгресу СКУ (Львів) від Росії.

Тепер[коли?] мешкає у місті Суми, займає активну громадянську позицію[джерело?]. Громадянка Російської Федерації[джерело?].